# Jay Leno
James Douglas Muir Leno, meglio noto come Jay Leno (New Rochelle, 28 aprile 1950), è un conduttore televisivo, autore televisivo e comico statunitense.

## Biografia

### Origini
Jay Leno nasce a New Rochelle, nello stato di New York, da madre scozzese, Catherine Muir (1911-1993), e da padre statunitense, Angelo Leno (1910-1994), nato a New York da una coppia di immigrati italiani originari di Flumeri, paese in provincia di Avellino. Il reale cognome di Leno è Muir-Lena (lo si può evincere dagli anagrafici comunali, evidentemente nella trascrizione è stata confusa la a con la o). Leno cresce a Andover, Massachusetts, e ha ottenuto un diploma in terapia del linguaggio all'Emerson College nel 1973. Leno era affetto da una leggera forma di dislessia. Suo fratello maggiore Patrick (1940-2002), è stato un veterano della guerra del Vietnam.

### Il periodo cabarettistico

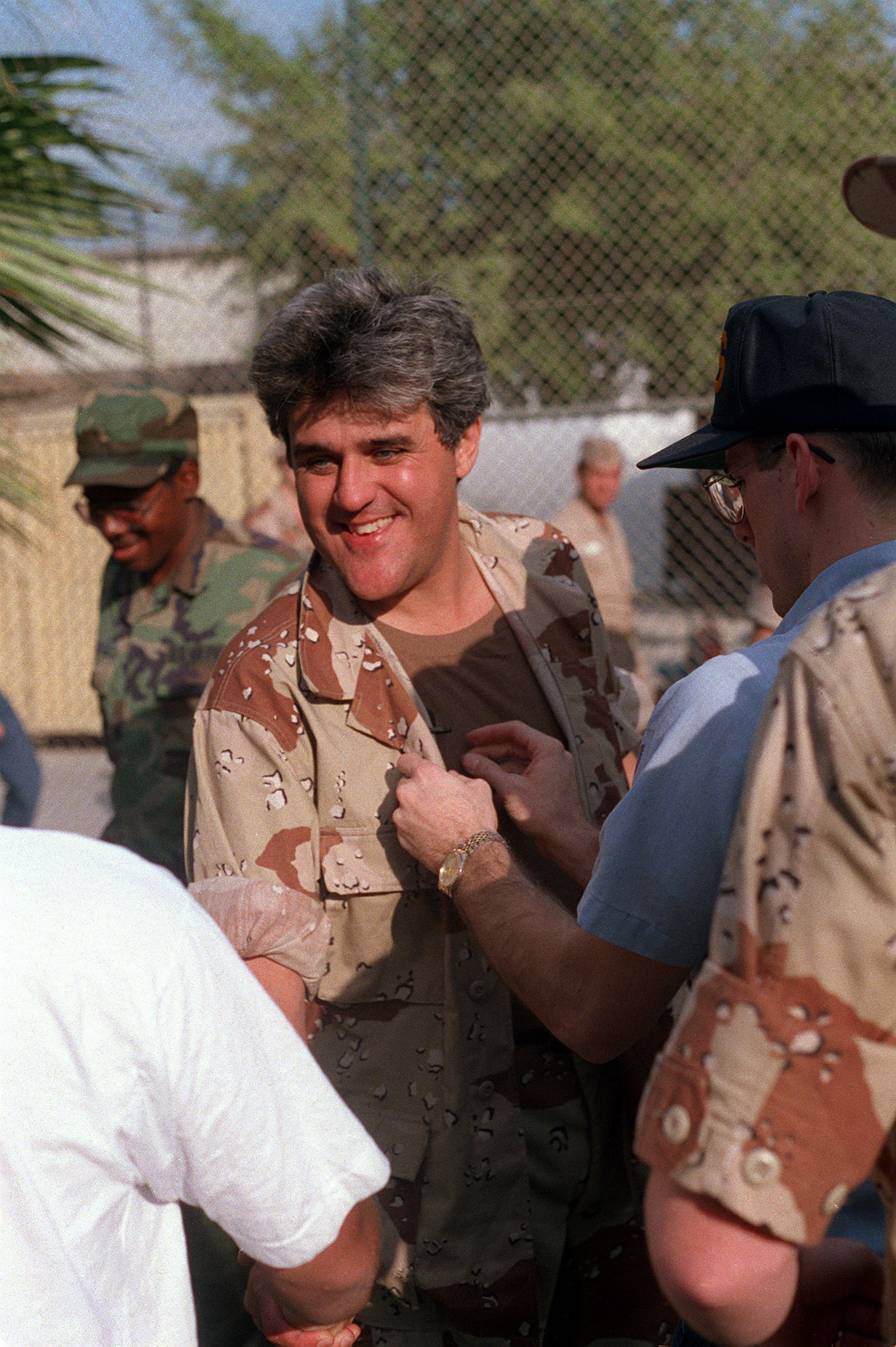
Jay Leno in Bahrain nel 1990

Jay Leno inizia la sua carriera come comico solitario, recitando in night club, bar e locali che gli concedono qualche minuto di tempo sul palco. Presto diventa noto per la sua professionalità e per la sua simpatia sia sul palco che nella vita di tutti i giorni: molto apprezzato è il suo aspetto, soprattutto per il suo mento pronunciato.
Nonostante numerose comparsate in televisione come ospite al The Tonight Show, di Johnny Carson, non ottiene fama immediata e continua a lavorare saltuariamente nei locali. Ci sono testimonianze che Leno lavorava anche in 8 o 9 locali a notte.
Quando alcuni suoi amici e colleghi sono diventati più influenti nel mondo dei talk show, ha iniziato a comparire sempre più frequentemente in televisione: ha fatto un numero record di apparizioni sul Late Night with David Letterman. La sua popolarità è stata notata dai vertici della NBC, che hanno deciso di renderlo ospite permanente al The Tonight Show quando Joan Rivers ha abbandonato il programma.

### Conduttore delTonight Show

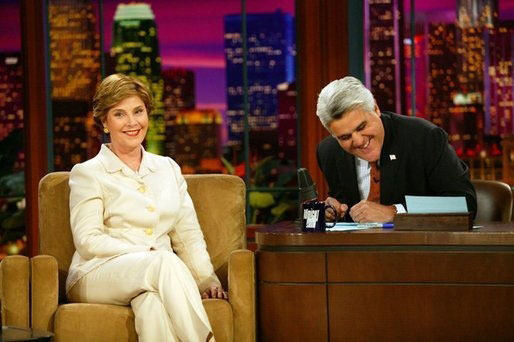
The Tonight Show di Jay Leno: l'ospite è Laura Bush in una puntata del 2004

Nel 1992, con il pensionamento di Johnny Carson, Jay Leno diventa il nuovo conduttore del The Tonight Show dopo una lunga indecisione con David Letterman (che era stato considerato da molti il naturale erede di Carson). Letterman firma un accordo con la CBS, dando vita alla eterna rivalità tra il suo programma e quello di Leno. Anche se Letterman ha ottenuto migliori risultati all'inizio, The Tonight Show supera il rivale nel 1995 e da allora continua ad essere in vantaggio. Nell'ottobre 2005 Leno dichiara al New York Daily News che lui e il suo rivale David Letterman non si sono parlati per 13 anni.
Sebbene sia noto soprattutto per la sua arguzia, Leno è anche conosciuto per mostrare in TV il suo lato umano. The Tonight Show torna in onda dopo gli attacchi dell'11 settembre 2001, cancellando però il suo monologo per parlare dell'accaduto. Parla anche del disastro dello Space Shuttle Columbia, e quando in seguito a delle decisioni arbitrali c'è stata una controversia riguardante il pattinaggio artistico alle Olimpiadi invernali 2002, invita i pattinatori canadesi danneggiati e fece suonare l'inno canadese.
Nel 1998 Jay Leno e il suo co-conduttore Kevin Eubanks vengono invitati al Pay-per-view della WCW Road Wild, a Sturgis, Dakota del Sud, in cui Leno combatte insieme a Diamond Dallas Page contro Hulk Hogan e il presidente della WCW Eric Bischoff, in seguito all'apparizione delle star del wrestling al The Tonight Show. Il match finisce con la vittoria di Leno e Page.
Nel 2002 Leno incarica un gruppo di professionisti di costruirgli un robot, chiamato "Chin Killa", per il programma Battlebots. Gli viene permesso di partecipare, ma non viene incluso nel torneo non essendo un prodotto amatoriale.
Dal 12 maggio 2003 si sostituisce per un po' a Katie Couric andando a condurre il The Today Show con Matt Lauer. Nel 50º anniversario del The Tonight Show (27 settembre 2004), annuncia il suo ritiro per il 2009, anno in cui il suo contratto avrebbe avuto termine, e che la trasmissione sarebbe stata lasciata a Conan O'Brien.
Il 6 febbraio 2014, dopo 22 anni, Jay Leno lascia il The Tonight Show. La sua ultima serata ha ospiti d'eccezione come Billy Crystal, che aveva partecipato anche alla prima puntata condotta da Leno il 25 maggio 1992.
Il popolare conduttore americano, a partire dal 17 febbraio 2014, viene sostituito alla guida del celebre show da Jimmy Fallon, in precedenza presentatore del Late Night Show.

### Cameo, partecipazioni e doppiaggio
Leno non è un attore molto noto, ma ha partecipato a numerosi film di scarso successo con ruoli secondari all'inizio della sua carriera. Unica eccezione è la partecipazione ad un film di discreto successo: American Hot Wax. Il suo ruolo più importante fu nel film del 1989 Collision Course, una commedia su una coppia di poliziotti male assortita, dove recitava il ruolo del detective insieme all'anziano Pat Morita. Leno apparve anche in un episodio della serie Good Times. Il suo debutto artistico può essere identificato con l'interpretazione di uno dei ragazzi in piscina nella serie "Fun with Dick and Jane" (1977).
Dopo essere diventato protagonista del Tonight Show, Leno ha fatto un gran numero di camei, soprattutto in ruoli di conduttore televisivo o in personaggi caratterizzati ironicamente da un mento prominente. Nel 1994 recitò nella parte del Bedrock's Most Wanted Host nel film I Flintstones. Nel 1994 interpretò se stesso in Major League - La rivincita con Charlie Sheen. Nello stesso periodo apparve in La tata e nella sit-com Titus. Ironizzando sul suo profilo, recitò il ruolo di "Crimson Mentone" nella serie di cartoni animati Due fantagenitori, è inoltre apparso, nel ruolo di se stesso, nel film John Q di Nick Cassavetes nel 2002 e in Calendar Girls di Nigel Cole del 2003. Nel 2005, ha prestato la voce ad un idrante animato in Robots. Nel 2006, ha dato la voce ad un armadillo di nome "Fast Tony" in L'era glaciale 2 - Il disgelo. Nel 2008 ha doppiato Jack Lanterna in Scooby-Doo e il re dei Goblin.
Jay Leno appare anche in un episodio della serie di cartoni animati I Simpson, dove mette il suo talento al servizio di Krusty il Clown.
Appare in un episodio de I Griffin, dove minaccia di morte il capitano dei Patriots in uno spezzone. Nel 2015 appare nella serie televisiva I Muppet basata sui pupazzi omonimi, dove invita Fozzie a una festa a casa, durante la quale il pupazzo ruba come "souvenir" una ciotola che per Leno era molto importante per poi romperla quando era in procinto di restituirgliela.

### Il processo Jackson
Nel processo del 2005 a Michael Jackson relativo alle accuse di pedofilia, Leno apparì come testimone della difesa: era prevista la presenza di molti personaggi famosi, ma Leno fu uno dei pochi a testimoniare.
Come testimone gli venne impedito di continuare a fare battute sul caso; tuttavia Leno e i suoi autori ottennero una deroga dopo l'intervento della NBC, purché le battute non fossero legate alle sue dichiarazioni in tribunale.
Nella deposizione, la difesa si aspettava che Leno dicesse che aveva dichiarato alla polizia che l'accusatore di Jackson sarebbe stato istruito dalla madre su come avrebbe potuto ottenere dei soldi dalla vicenda; mentre invece egli affermò di non aver mai chiamato la polizia, né di esser stato a conoscenza di alcun passaggio di denaro.

## Hobby
Leno è un noto collezionista di auto e moto d'epoca, che acquista e restaura personalmente. Occasionalmente guida alcune di queste auto, inclusa una Stanley Steamer originale, da casa al suo studio. È un promotore delle arti meccaniche e scrive su Popular Mechanics. Leno possiede, fra le altre, una Mercedes SLR McLaren, una Porsche Carrera GT una McLaren F1 e svariate auto italiane tra cui una Lamborghini Miura, una Lamborghini Countach, una Lamborghini Espada e numerose pregiate Lancia di cui è profondo conoscitore storico.
Nel 2001, Leno mise all'asta una motocicletta Harley-Davidson firmata dagli ospiti illustri del suo programma per aiutare le vittime dell'11 settembre: la moto fu venduta a 360.000 dollari. Nel 2005 ne vendette altre due, una per le vittime dello tsunami in Asia (810.000 dollari) e una per le vittime dell'uragano Katrina (1.505.100 dollari). Un'auto personalizzata di Leno (Chiamata con il suo nome, Jay Leno Tank Car, per via della sua imponente statura, e per il potente motore che ricorda quello di un carro armato) è stata inserita nei videogiochi Gran Turismo 4, Gran Turismo 5 e Gran Turismo 6.
Nel 2014 Jay Leno partecipa alla Mille Miglia al volante di una Jaguar XK 120 del 1951 appartenuta a Sir James Scott-Douglas. Appassionato di wrestling, ha avuto ruoli in alcune faide dell'ormai defunta World Championship Wrestling.

## Vita privata
Leno è sposato dal 1980 con la filantropa Mavis Elizabeth Nicholson, famosa per il suo lavoro con le donne afghane sotto il regime talebano. I due non hanno figli.

## Filmografia parziale

### Cinema
- Dave - Presidente per un giorno (Dave), regia di Ivan Reitman (1993)
- Fusi di testa 2 - Waynestock (Wayne's World 2), regia di Stephen Surijk (1993)
- Major League - La rivincita (Major League II), regia di David S. Ward (1994)
- I Flintstones (The Flintstones), regia di Brian Levant (1994)
- Piume di struzzo, regia di Mike Nichols (1996)
- Contact, regia di Robert Zemeckis (1997)
- Mad City - Assalto alla notizia (Mad City), regia di Costa-Gavras (1997)
- Sesso & potere (Wag the Dog), regia di Barry Levinson (1997)
- EdTV, regia di Ron Howard (1999)
- Space Cowboys, regia di Clint Eastwood (2000)
- John Q, regia di Nick Cassavetes (2002)
- Calendar Girls, regia di Nigel Cole (2003)
- Fratelli per la pelle (Stuck on You), regia di Peter e Bobby Farrelly (2003)
- Mr. 3000, regia di Charles Stone III (2004)
- Joaquin Phoenix - Io sono qui! (I'm Still Here), regia Casey Affleck (2010)
- Delivery Man, regia di Ken Scott (2013)
- Ted 2, regia di Seth MacFarlane (2015)

### Televisione
- Laverne & Shirley – serie TV, 2 episodi (1979-1983)
- Homicide (Homicide: Life on the Street) – serie TV, 1 episodio (1994)
- La tata (The Nanny) – serie TV, episodio 4x06 (1994)
- Willy, il principe di Bel-Air (The Fresh Prince of Bel-Air) – serie TV, episodio 5x10 (1994)
- Friends – serie TV, episodio 1x11 (1995)
- Quell'uragano di papà (Home Improvement) – serie TV, episodio 4x14 (1995)
- West Wing - Tutti gli uomini del Presidente (The West Wing) – serie TV, episodio 1x16 (2000)
- Scrubs - Medici ai primi ferri (Scrubs) – serie TV, episodio 2x17 (2003)
- Hannah Montana – serie TV, episodio 4x09 (2010)
- I Muppet (The Muppets) – serie TV, episodio 1x02 (2015)
- L'uomo di casa (Last Man Standing) – serie TV, 8 episodi (2015-2021)
- Arnold, miniserie TV, regia di Leslie Chilcott (2023)
- Quell'uragano di figlia (Shifting Gears) – serie TV, episodio 1x09 (2025)

### Doppiaggio
- We're Back! - 4 dinosauri a New York (We're Back! A Dinosaur's Story), regia di Simon Wells (1993)
- South Park – serie TV, episodi 1x13-2x07 (1998)
- Robots, regia di Chris Wedge e Carlos Saldanha (2005)
- L'era glaciale 2 - Il disgelo (Ice Age: The Meltdown), regia di Carlos Saldanha (2006)
- Cars - Motori ruggenti (Cars), regia di John Lasseter (2006)
- I Griffin (Family Guy) – serie TV, 3 episodi (2006-2016)
- Due fantagenitori (The Fairly Odd Parents) – serie TV (2001-2011)

## Doppiatori italiani
Nelle versioni in italiano delle opere in cui ha recitato, Jay Leno è stato doppiato da:
- Carlo Valli in Space Cowboys, Mr. 3000, Hannah Montana, Wilfred, Louie, Quell'uragano di figlia
- Roberto Stocchi in Dave - Presidente per un giorno, L'uomo di casa (st. 7-9)
- Vittorio De Angelis in Homicide
- Luciano Roffi in Willy, il principe di Bel-Air
- Gabriele Carrara in La tata
- Francesco Pannofino in Contact
- Dario Penne in John Q.
- Nicola Braile in Scrubs - Medici ai primi ferri
- Giuliano Santi in The Comeback
- Franco Zucca ne I Griffin[5]
- Emidio La Vella in Ted 2
- Sergio Lucchetti in Delivery Man
- Antonio Angrisano ne Il metodo Kominsky
- Gianni Giuliano in Arnold

Da doppiatore è sostituito da:
- Franco Zucca ne I Griffin
- Luigi Ferraro in L'era glaciale 2 - Il disgelo
- Carlo Scipioni in Due Fantagenitori (Crimson Mentone, 1ª voce)
- Roberto Fidecaro in Due Fantagenitori (Crimson Mentone, 2ª voce)
- Achille D'Aniello in Due Fantagenitori (Nega Mentone)
- Massimo Corvo in Igor
- Simone Colombari in Cars - Motori ruggenti
- Alessio Cigliano in We're Back! - Quattro dinosauri a New York